# Alexander Callens
Alexander Callens (Callao, 4 de maio de 1992), é um futebolista peruano que atua como zagueiro. Atualmente, joga pelo AEK Atenas.

## Títulos
New York City FC
- MLS Cup: 2021